# Cantón de Neuvic (Dordoña)
El cantón de Neuvic (Dordoña) era una división administrativa francesa, que estaba situada en el departamento de Dordoña y la región de Aquitania.

## Composición
El cantón estaba formado por once comunas:
- Beauronne
- Chantérac
- Douzillac
- Neuvic
- Saint-André-de-Double
- Saint-Aquilin
- Saint-Germain-du-Salembre
- Saint-Jean-d'Ataux
- Saint-Séverin-d'Estissac
- Saint-Vincent-de-Connezac
- Vallereuil

## Supresión del cantón de Neuvic de Dordoña
En aplicación del Decreto n.º 2014-218 de 21 de febrero de 2014, el cantón de Neuvic (Dordoña) fue suprimido el 22 de marzo de 2015 y sus 11 comunas pasaron a formar parte; nueve del nuevo cantón de Valle del Isle y dos del nuevo cantón de Ribérac.